# Alte Post (Anklam)
Die ehemalige Alte Post, in der Steinstraße 7 in Anklam (Mecklenburg-Vorpommern) von 1878 ist heute Teil einer Hotelanlage.
Das Gebäude steht unter Denkmalschutz.

## Geschichte
Die Hanse- und Lilienthalstadt Anklam mit 12.331 Einwohnern (2019) wurde erstmals 1243 als oppidum (Siedlung) und 1264 als civitas (Stadt) erwähnt.
Das zwei- und dreigeschossige historisierende verklinkerte Gebäude wurde 1877/78 nach Plänen von Friedrich Heitmann (1853–1921) gebaut. Über einem kräftigen Kraggesims befindet sich ein Mezzaningeschoss aus den 1920er Jahren, das damals wie heute durch Büros genutzt wird. Der Architekt war Mitarbeiter bei der  Kaiserlichen Reichspost- und Telegrafen-Verwaltung; er entwarf u. a. auch die Postämter in Leipzig, Swinemünde und Rostock.
In den 1990er Jahren zog die Deutsche Post aus, und es folgte ein längerer Leerstand.
Von 2015 bis 2021 wurde das Gebäude saniert und zum Hotel Anklamer Hof umgebaut, wobei einige verzögernde bautechnische Schwierigkeiten bewältigt werden mussten. Für die Hotelanlage mit 74 Zimmern entstand an der Brüderstraße bis zur Baustraße ein viergeschossiger weißer Neubau. Beim Altbau blieben einige Einbauten aus der Postzeit erhalten.
Eine Postfiliale befindet sich heute in der Friedländer Straße 26.